# Église Notre-Dame de Ham
Ne pas confondre avec Église Notre-Dame du Ham.
L'église Notre-Dame de Ham est l’ancienne abbatiale des chanoines génovéfains  devenue église paroissiale de la ville de Ham à la Révolution. La construction débuta au XIIe siècle, l'église plusieurs fois détruite fut restaurée aux XVIIe et XVIIIe siècles et dans l’entre-deux-guerres.

## L’église
L'église, dont la construction débuta au XIIe siècle fut classée Monument historique le 21 juin 1888 après la crypte qui fut classée par la liste de 1862.

### Une architecture composite
Le plan de l'église a la forme d'une croix latine avec une nef centrale et deux bas-côtés, un transept et un chœur surélevé, suivant ordonnancement bénédictin. 

#### Les parties romanes
De l’église romane du XIIe siècle, on peut voir encore les parties basses de l’édifice, la façade occidentale avec son porche roman très sobre  surmonté de trois baies hautes romanes.

#### Les parties gothiques
Elles concernent le chœur et le transept construits entre 1180 et 1220 couverts de voûtes gothiques barlongues. Les piliers avec colonnettes engagées sont surmontés de chapiteaux à crochet formés de palmettes stylisées. Le chevet de l’église est la partie la plus élancée et la plus élégante de l’édifice, il s'élève sur les trois niveaux de la crypte et de l'église avec des fenêtres en tiers-point soutenues par des contreforts.

#### Les restaurations duXVIIeet duXVIIIesiècles
Elles concernent essentiellement la nef détruite par les guerres du XVe au XVIIe siècle. En 1672, la croisée du transept fut surmontée d’un clocher. En 1760, un incendie provoqué par la foudre ruina la nef qui fut restaurée dans le style XVIIIe par le prieur Coste de Champeron.
L’église fut dotée d’un portail latéral en 1701.

### La décoration intérieure
L'intérieur de l'église est décoré de 32 bas-reliefs en stuc représentant des scènes des Évangiles et des Actes des Apôtres : 
Sur le pourtour du chœur au sud, l'Annonciation ; la Visitation ; au nord,  le Baptême de Jésus ; Jeûne et tentation de Jésus ; à l'intérieur du chœur, au sud, la Nativité ; la circoncision ; l'Adoration des mages ; La Cène ; côté nord, la Présentation de Jésus au Temple ; la Fuite en Egypte ; Jésus enfant discutant avec les docteurs de la Loi ; Le Lavement des pieds des apôtres ;
dans le bras sud du transept, Les Noces de Cana ; Entretien de Jésus avec la Samaritaine ; dans le bras nord du transept, la Femme adultère ; la Dation des clefs ; dans la chapelle de la Vierge, Jésus au Jardin des Oliviers ; dans la chapelle Saint-Vaneng, La Résurrection.
Sous les fenêtres de la nef, au-dessus des  grandes arcades : 
- côté sud, près de l'entrée du chœur, la mission des apôtre ; la sépulture chrétienne ; Le sacrement de confirmation ; L'eunuque de Candace, reine d'Ethiopie, baptisé par saint Philippe ; Corneille, centenier romain, se jetant aux pieds de saint Pierre ; saint Paul et saint Barnabé arrivant à Lystre ;

- côté nord, à partir de l'orgue, Le martyre de saint Etienne ; saint Paul et Sylas convertissant leur geôlier ; La prédication de saint Paul à Troade ;  mort et  résurrection d'Eutique ; Apparition de Jésus à saint Paul dans les fers ; saint Paul à Césarée en présence d'Agrippa et de Bérénice ; saint Paul après un naufrage aborde à l'île de Malte et est mordu par une vipère.

- bas côté sud, la Pentecôte ; bas côté nord, l'Extrême onction.

Sur le pourtour de l'abside, cinq médaillons sculptés représentent, au centre, Jésus à sa droite saint Jean l'Evangéliste et saint Mathieu et à sa gauche, saint Luc et saint Marc.

#### Mobilier liturgique
Le maître-autel en bois peint noir et rouge surmonté d’un baldaquin soutenu par des colonnes d’ordre corinthien surmontées de vases de fleurs sculptés.  Datant du XVIIIe siècle, il est classé monument historique à titre objet depuis le 4 janvier 1915.

#### Orgues
De belles orgues construites en 1763, par Louis Péronart, facteur d'orgues à Reims, furent détruites pendant la Première Guerre mondiale. La société Cavaillé-Coll-Convers reconstruisit un orgue installé en 1934 qui fut, lui aussi, détruit pendant la Seconde Guerre mondiale. L'orgue actuel a été construit en 1950 par les établissements Beuchet-Debierre qui réutilisa le buffet du précédent instrument. Cet orgue « néo-classique » est doté de 36 jeux, de trois claviers manuels, et d'un pédalier de 32 notes. Il a été relevé en 1990.

## La crypte
Classée Monument historique en 1862, c’est la partie la plus intéressante de l’édifice datant de la fin XIIe -début XIIIe siècles. Située sous le chœur, elle en reprend le plan. Le vaisseau central est composé de deux nefs jumelles. Un épi de trois colonnes monolithes donne à cette crypte une voûte triangulaire à nervures qui reposent sur des chapiteaux à crochets ou à feuillage. La colonne centrale située devant l’autel supporte un faisceau de neuf nervures.
Dans les nefs latérales ont été déposées les pierres tombales en pierre d’Odon IV, seigneur de Ham au XIIIe siècle et de son épouse Isabelle de Béthencourt, classées monuments historiques au titre d'immeubles, en 1888,.
L'effigie d'Odon IV est en demi-relief. Il est vêtu d'une cotte de mailles. Il tient la poignée de son épée de la main droite, la gauche étant posée sur un bouclier chargé de trois croissants. À ses pieds se trouve un chien. Autour de la dalle est gravée une inscription latine en lettres onciales : « ...ODO QVARTVS DNS HAMENSIS QVI OBIIT SEXTO KALENDAS OCTOBRIS ANNO DNI MILLESIMO DV CENTISIMO TRIGESIMO QVART ». Ce qui peut être traduit par : « ... Odon IV, seigneur de Ham, qui mourut le six des calendes d'octobre, l'an du Seigneur 1234. ».
Isabelle de Béthencourt est représentée vêtue d'une longue robe, la taille serrée d'une ceinture décorée de pierreries et à laquelle pend une escarcelle. Elle a les deux mains jointes sur la poitrine. Sur le dos elle porte un manteau agrafé sur le cou. Sa tête repose sur un coussin avec de part et d'autre deux anges soutenant un agneau nimbé tenant un étendard.
Autour de la pierre tombale, on lit cette inscription latine : «...ISABELLA FILLIA HVGONIS DE BETHENCOVRT ET VXOR QVARTI ODONIS DOMINI HAMENSIS... » Ce qui signifie: "Isabelle, fille d'Hugues de Béthencout, épouse d'Odon IV, seigneur de Ham."

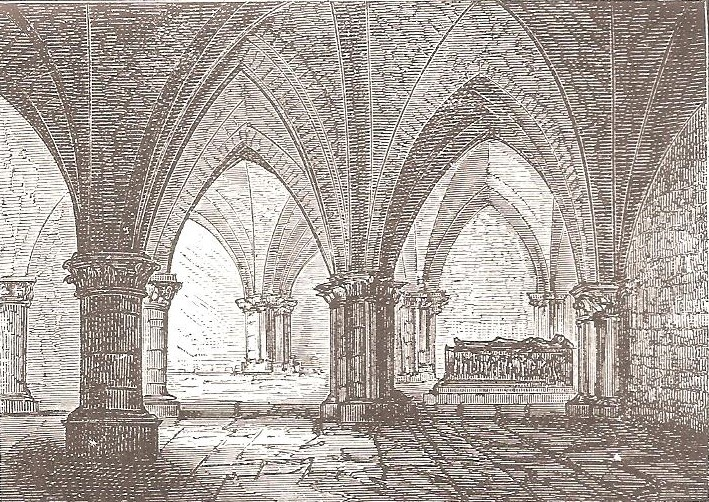
La crypte (dessin du XIXe siècle).
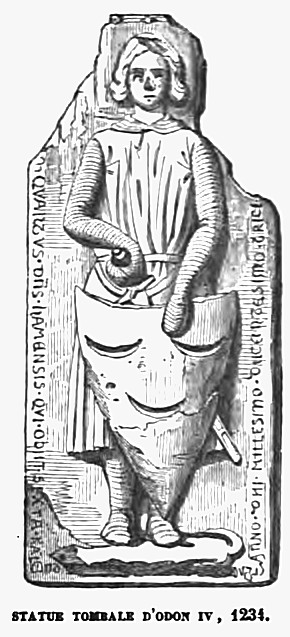
Gisant d'Odon IV de Ham.
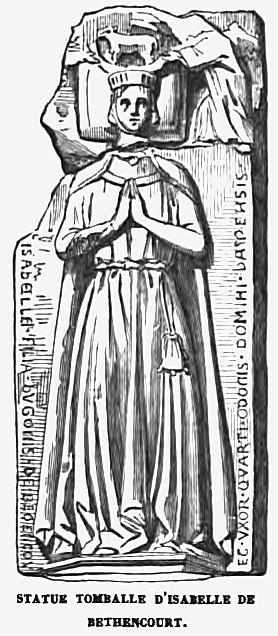
Gisant d'Isabelle de Béthencourt.

## Pour approfondir